# Eleições legislativas de 2009 em Matosinhos

## Resultados Oficiais
| Partido                 | Partido                        | Votos   | %               | +/-   |
| ----------------------- | ------------------------------ | ------- | --------------- | ----- |
|                         | Partido Socialista             | 42 408  | 44,65 / 100,00  | 8,13  |
|                         | Partido Social Democrata       | 22 945  | 24,16 / 100,00  | 2,12  |
|                         | Bloco de Esquerda              | 10 859  | 11,43 / 100,00  | 2,67  |
|                         | CDS – Partido Popular          | 8 166   | 8,60 / 100,00   | 2,60  |
|                         | Coligação Democrática Unitária | 5 942   | 6,26 / 100,00   | 0,34  |
|                         | Outros                         | 2 167   | 2,27 / 100,00   |       |
| Votos Inválidos         | Votos Inválidos                | 2 483   | 2,61 / 100,00   | 0,20  |
| Total                   | Total                          | 94 970  | 100,00 / 100,00 |       |
| Eleitorado/Participação | Eleitorado/Participação        | 143 781 | 66,05 / 100,00  | 4,70  |
| Fonte                   | Fonte                          | [ 1 ]   | [ 1 ]           | [ 1 ] |

Os resultados seguintes referem-se aos partidos que obtiveram mais de 1,00% dos votos:
| Freguesia             | %     | %     | %     | %     | %    | Votantes |
| Freguesia             | PS    | PSD   | BE    | CDS   | CDU  | Votantes |
| --------------------- | ----- | ----- | ----- | ----- | ---- | -------- |
| Custoias              | 46,57 | 22,82 | 10,96 | 7,69  | 6,66 | 9 000    |
| Guifões               | 52,94 | 17,52 | 10,81 | 6,37  | 6,75 | 5 542    |
| Lavra                 | 45,95 | 27,17 | 8,32  | 9,72  | 4,41 | 5 671    |
| Leça da Palmeira      | 40,37 | 28,53 | 11,28 | 10,07 | 5,17 | 10 211   |
| Leça do Balio         | 43,99 | 22,10 | 12,81 | 8,10  | 7,65 | 8 836    |
| Matosinhos            | 46,12 | 24,47 | 10,65 | 8,64  | 5,50 | 17 013   |
| Perafita              | 49,77 | 20,54 | 11,21 | 8,18  | 5,57 | 7 465    |
| Santa Cruz do Bispo   | 52,22 | 21,59 | 9,11  | 7,94  | 4,94 | 3 238    |
| São Mamede de Infesta | 42,32 | 25,00 | 12,42 | 8,59  | 6,56 | 12 812   |
| Senhora da Hora       | 39,48 | 25,79 | 13,06 | 9,14  | 7,65 | 15 182   |
| Matosinhos            | 44,65 | 24,16 | 11,43 | 8,60  | 6,26 | 94 970   |

### Custoias
| Partido                 | Partido                        | Votos  | %               | +/-  |
| ----------------------- | ------------------------------ | ------ | --------------- | ---- |
|                         | Partido Socialista             | 4 191  | 46,57 / 100,00  | 7,48 |
|                         | Partido Social Democrata       | 2 054  | 22,82 / 100,00  | 1,38 |
|                         | Bloco de Esquerda              | 986    | 10,96 / 100,00  | 2,90 |
|                         | CDS – Partido Popular          | 692    | 7,69 / 100,00   | 2,78 |
|                         | Coligação Democrática Unitária | 599    | 6,66 / 100,00   | 0,05 |
|                         | Outros                         | 224    | 2,49 / 100,00   |      |
| Votos Inválidos         | Votos Inválidos                | 254    | 2,82 / 100,00   | 0,04 |
| Total                   | Total                          | 9 000  | 100,00 / 100,00 |      |
| Eleitorado/Participação | Eleitorado/Participação        | 13 363 | 67,35 / 100,00  | 4,67 |

### Guifões
| Partido                 | Partido                        | Votos | %               | +/-   |
| ----------------------- | ------------------------------ | ----- | --------------- | ----- |
|                         | Partido Socialista             | 2 934 | 52,94 / 100,00  | 10,02 |
|                         | Partido Social Democrata       | 971   | 17,52 / 100,00  | 1,01  |
|                         | Bloco de Esquerda              | 599   | 10,81 / 100,00  | 3,96  |
|                         | Coligação Democrática Unitária | 374   | 6,75 / 100,00   | 1,16  |
|                         | CDS – Partido Popular          | 353   | 6,37 / 100,00   | 2,69  |
|                         | Outros                         | 158   | 2,85 / 100,00   |       |
| Votos Inválidos         | Votos Inválidos                | 153   | 2,77 / 100,00   | 0,37  |
| Total                   | Total                          | 5 542 | 100,00 / 100,00 |       |
| Eleitorado/Participação | Eleitorado/Participação        | 8 754 | 63,31 / 100,00  | 6,14  |

### Lavra
| Partido                 | Partido                        | Votos | %               | +/-  |
| ----------------------- | ------------------------------ | ----- | --------------- | ---- |
|                         | Partido Socialista             | 2 606 | 45,95 / 100,00  | 5,56 |
|                         | Partido Social Democrata       | 1 541 | 27,17 / 100,00  | 1,05 |
|                         | CDS – Partido Popular          | 551   | 9,72 / 100,00   | 2,82 |
|                         | Bloco de Esquerda              | 472   | 8,32 / 100,00   | 2,21 |
|                         | Coligação Democrática Unitária | 250   | 4,41 / 100,00   | 0,50 |
|                         | Outros                         | 112   | 1,97 / 100,00   |      |
| Votos Inválidos         | Votos Inválidos                | 139   | 2,45 / 100,00   | 0,46 |
| Total                   | Total                          | 5 671 | 100,00 / 100,00 |      |
| Eleitorado/Participação | Eleitorado/Participação        | 8 480 | 66,88 / 100,00  | 2,81 |

### Leça da Palmeira
| Partido                 | Partido                        | Votos  | %               | +/-  |
| ----------------------- | ------------------------------ | ------ | --------------- | ---- |
|                         | Partido Socialista             | 4 122  | 40,37 / 100,00  | 7,12 |
|                         | Partido Social Democrata       | 2 913  | 28,53 / 100,00  | 2,36 |
|                         | Bloco de Esquerda              | 1 152  | 11,28 / 100,00  | 1,99 |
|                         | CDS – Partido Popular          | 1 028  | 10,07 / 100,00  | 2,29 |
|                         | Coligação Democrática Unitária | 528    | 5,17 / 100,00   | 0,10 |
|                         | Outros                         | 208    | 2,05 / 100,00   |      |
| Votos Inválidos         | Votos Inválidos                | 260    | 2,55 / 100,00   | 0,20 |
| Total                   | Total                          | 10 211 | 100,00 / 100,00 |      |
| Eleitorado/Participação | Eleitorado/Participação        | 15 099 | 67,63 / 100,00  | 4,47 |

### Leça do Balio
| Partido                 | Partido                        | Votos  | %               | +/-   |
| ----------------------- | ------------------------------ | ------ | --------------- | ----- |
|                         | Partido Socialista             | 3 887  | 43,99 / 100,00  | 10,09 |
|                         | Partido Social Democrata       | 1 953  | 22,10 / 100,00  | 2,78  |
|                         | Bloco de Esquerda              | 1 132  | 12,81 / 100,00  | 3,56  |
|                         | CDS – Partido Popular          | 716    | 8,10 / 100,00   | 2,25  |
|                         | Coligação Democrática Unitária | 676    | 7,65 / 100,00   | 0,98  |
|                         | PCTP/MRPP                      | 89     | 1,01 / 100,00   | 0,14  |
|                         | Outros                         | 149    | 1,68 / 100,00   |       |
| Votos Inválidos         | Votos Inválidos                | 234    | 2,65 / 100,00   | 0,15  |
| Total                   | Total                          | 8 836  | 100,00 / 100,00 |       |
| Eleitorado/Participação | Eleitorado/Participação        | 13 058 | 67,67 / 100,00  | 4,43  |

### Matosinhos
| Partido                 | Partido                        | Votos  | %               | +/-  |
| ----------------------- | ------------------------------ | ------ | --------------- | ---- |
|                         | Partido Socialista             | 7 846  | 46,12 / 100,00  | 8,07 |
|                         | Partido Social Democrata       | 4 163  | 24,47 / 100,00  | 2,48 |
|                         | Bloco de Esquerda              | 1 812  | 10,65 / 100,00  | 2,02 |
|                         | CDS – Partido Popular          | 1 470  | 8,64 / 100,00   | 2,77 |
|                         | Coligação Democrática Unitária | 936    | 5,50 / 100,00   | 0,17 |
|                         | Outros                         | 354    | 2,08 / 100,00   |      |
| Votos Inválidos         | Votos Inválidos                | 432    | 2,54 / 100,00   | 0,17 |
| Total                   | Total                          | 17 013 | 100,00 / 100,00 |      |
| Eleitorado/Participação | Eleitorado/Participação        | 27 097 | 62,79 / 100,00  | 5,09 |

### Perafita
| Partido                 | Partido                        | Votos  | %               | +/-  |
| ----------------------- | ------------------------------ | ------ | --------------- | ---- |
|                         | Partido Socialista             | 3 715  | 49,77 / 100,00  | 6,72 |
|                         | Partido Social Democrata       | 1 533  | 20,54 / 100,00  | 0,03 |
|                         | Bloco de Esquerda              | 837    | 11,21 / 100,00  | 3,48 |
|                         | CDS – Partido Popular          | 611    | 8,18 / 100,00   | 2,59 |
|                         | Coligação Democrática Unitária | 416    | 5,57 / 100,00   | 0,70 |
|                         | Outros                         | 169    | 2,26 / 100,00   |      |
| Votos Inválidos         | Votos Inválidos                | 184    | 2,47 / 100,00   | 0,32 |
| Total                   | Total                          | 7 465  | 100,00 / 100,00 |      |
| Eleitorado/Participação | Eleitorado/Participação        | 11 657 | 64,04 / 100,00  | 5,60 |

### Santa Cruz do Bispo
| Partido                 | Partido                        | Votos | %               | +/-   |
| ----------------------- | ------------------------------ | ----- | --------------- | ----- |
|                         | Partido Socialista             | 1 691 | 52,22 / 100,00  | 10,70 |
|                         | Partido Social Democrata       | 699   | 21,59 / 100,00  | 2,36  |
|                         | Bloco de Esquerda              | 295   | 9,11 / 100,00   | 3,24  |
|                         | CDS – Partido Popular          | 257   | 7,94 / 100,00   | 3,73  |
|                         | Coligação Democrática Unitária | 160   | 4,94 / 100,00   | 0,30  |
|                         | Outros                         | 75    | 2,31 / 100,00   |       |
| Votos Inválidos         | Votos Inválidos                | 61    | 1,88 / 100,00   | 0,01  |
| Total                   | Total                          | 3 238 | 100,00 / 100,00 |       |
| Eleitorado/Participação | Eleitorado/Participação        | 4 987 | 64,93 / 100,00  | 5,85  |

### São Mamede de Infesta
| Partido                 | Partido                        | Votos  | %               | +/-  |
| ----------------------- | ------------------------------ | ------ | --------------- | ---- |
|                         | Partido Socialista             | 5 422  | 42,32 / 100,00  | 8,59 |
|                         | Partido Social Democrata       | 3 203  | 25,00 / 100,00  | 2,36 |
|                         | Bloco de Esquerda              | 1 591  | 12,42 / 100,00  | 3,21 |
|                         | CDS – Partido Popular          | 1 101  | 8,59 / 100,00   | 2,42 |
|                         | Coligação Democrática Unitária | 841    | 6,56 / 100,00   | 0,17 |
|                         | Outros                         | 288    | 2,25 / 100,00   |      |
| Votos Inválidos         | Votos Inválidos                | 366    | 2,85 / 100,00   | 0,20 |
| Total                   | Total                          | 12 812 | 100,00 / 100,00 |      |
| Eleitorado/Participação | Eleitorado/Participação        | 19 599 | 65,37 / 100,00  | 3,46 |

### Senhora da Hora
| Partido                 | Partido                        | Votos  | %               | +/-  |
| ----------------------- | ------------------------------ | ------ | --------------- | ---- |
|                         | Partido Socialista             | 5 994  | 39,48 / 100,00  | 7,48 |
|                         | Partido Social Democrata       | 3 915  | 25,79 / 100,00  | 2,99 |
|                         | Bloco de Esquerda              | 1 983  | 13,06 / 100,00  | 1,88 |
|                         | CDS – Partido Popular          | 1 387  | 9,14 / 100,00   | 2,33 |
|                         | Coligação Democrática Unitária | 1 162  | 7,65 / 100,00   | 0,10 |
|                         | Outros                         | 341    | 2,25 / 100,00   |      |
| Votos Inválidos         | Votos Inválidos                | 400    | 2,64 / 100,00   | 0,46 |
| Total                   | Total                          | 15 182 | 100,00 / 100,00 |      |
| Eleitorado/Participação | Eleitorado/Participação        | 21 687 | 70,01 / 100,00  | 5,44 |